# 桜井滋人
桜井 滋人（さくらい しげと、1933年7月21日 - 2008年9月21日）は、作家。
埼玉県生まれ。本名・茂。

## 略歴
中央大学法学部卒。64年金子光晴が若い詩人たちを集めて創刊した詩誌「あいなめ」の同人となる。時代小説、金子を描いた小説などを書いた。
2008年9月、慢性呼吸不全で死去。

## 著書
- 春情夜鷹舟 1970 (双葉新書)
- 秘色忍法帖 1971 (双葉新書)
- 由比正雪 産報 1973 (サンポウ・ノベルス)
- 最後の女 小説金子光晴 草風社 1978.1
- 風狂の人金子光晴 大陸書房 1982.3
- 熟年の生活設計 サラリーマン定年戦略のすべて 国際情報社 1983.7
- 石川五右衛門 秘剣忍法帖 1989.9 (広済堂文庫)
- 魔剣・新選組 幕末の風雲児 1989.10 (広済堂文庫)
- 血録新選組 幕末の疾風児 1990.4 (広済堂文庫)
- 恋兎 令子と金子光晴 日本文芸社 1995.3

## 共著
- 金花黒薔薇艸紙 金子光晴（聞き書き）集英社 1975　のち小学館文庫

## 翻訳
- ウィンター・ローズ / マーシャ・ノーマン 1983.11 (集英社文庫)

## 参考
- 文藝年鑑2007
- http://bohyo.blog84.fc2.com/blog-entry-1288.html